# Académie russe des beaux-arts
Pour les articles homonymes, voir Académie impériale des Beaux-Arts, Académie des Beaux-Arts et Académie des sciences de Saint-Pétersbourg.
L'Académie russe des beaux-arts, anciennement Académie impériale des beaux-arts (en russe : Российская Академия художеств), appelée aussi de façon informelle l'Académie impériale des beaux-arts de Saint-Pétersbourg, fut fondée le 4 novembre 1757, sous l'appellation Académie des « trois arts nobles » à l'initiative du comte Ivan Chouvalov, par un oukase impérial et sous l'impulsion du savant et poète Mikhaïl Lomonossov.
À l'origine, elle était censée permettre au pays de réaliser ses propres œuvres artistiques et de luxe, qui étaient jusqu'alors importées à grands frais de l'étranger, et former une nouvelle catégorie d'hommes cultivés capable d'évoluer dans les différents cercles de la société russe.
L'Académie russe des beaux-arts est l'une des institutions les plus prestigieuses consacrées à l'enseignement artistique. Très active dans le dialogue des cultures, à l'échelon international, et l'échange d'idées entre artistes de toutes les nations européennes, ses principales fonctions ont toujours été d'assurer une formation et un enseignement artistiques professionnels de grande qualité. L’échange et la coopération de peintres russes et étrangers ont toujours été l’une des vocations de l’Académie, notamment au XVIIIe et XIXe siècles.
Aujourd’hui l’Académie forte de plus de mille étudiants se compose de cinq facultés : peinture, sculpture, architecture, graphisme et histoire de l’art. Ses bons résultats traduisent l'organisation rigoureuse et méthodique du cursus de formation qui lui confère
une renommée internationale.

## Le bâtiment: situation et architecture

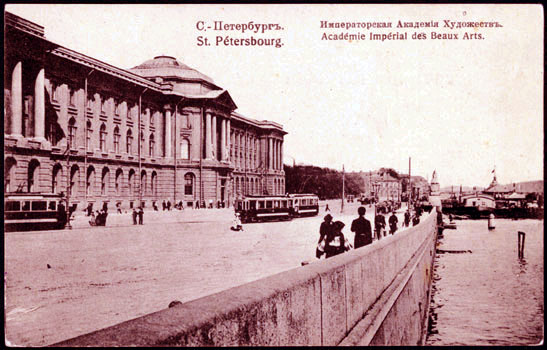
L'Académie au début du XXe siècle. Le bâtiment de l'Académie fut construit entre 1764 et 1789 par l'architecte français Vallin de La Mothe et Alexandre F. Kokorinov qui assurait la direction des travaux

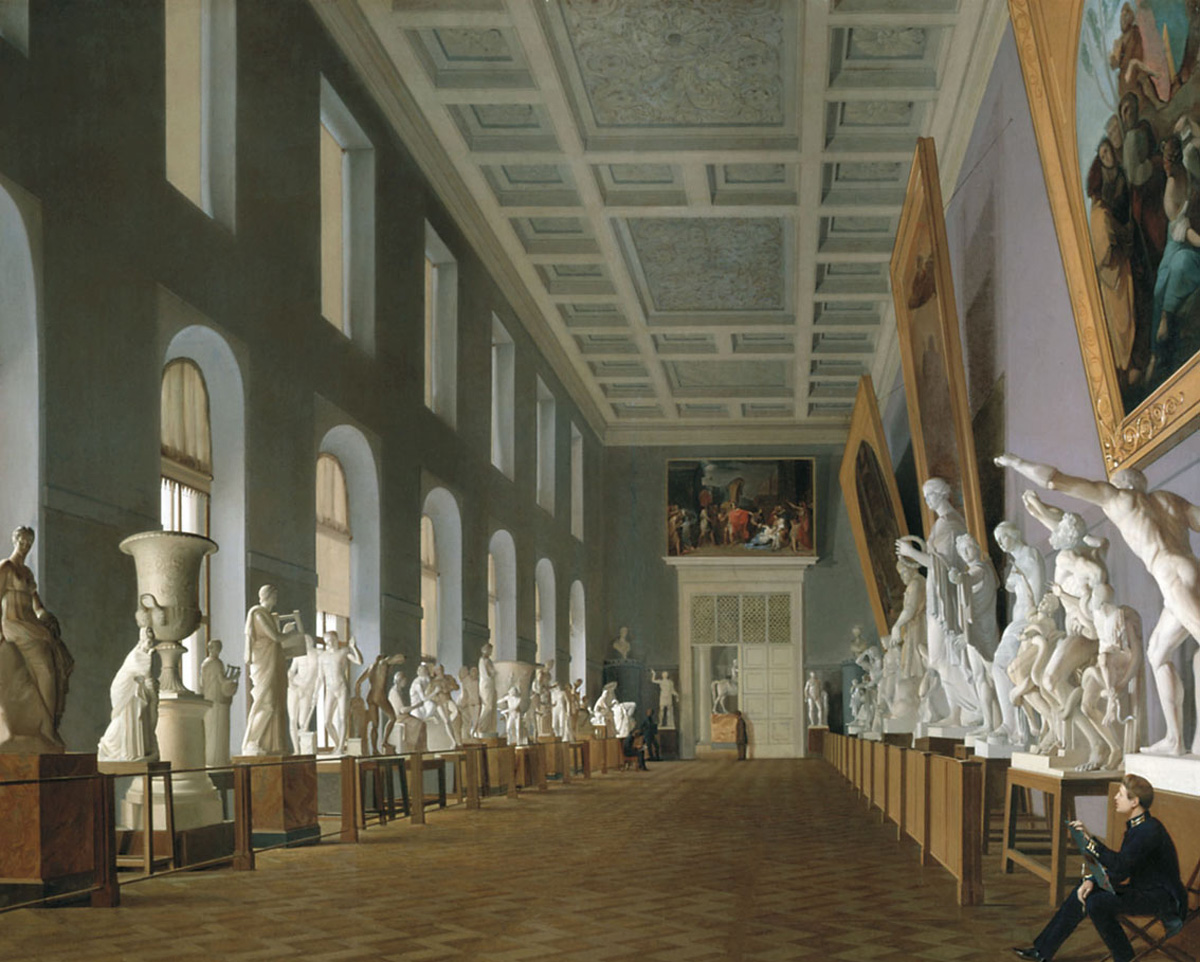
La seconde galerie Antique de l'Académie des beaux-arts, 1836.

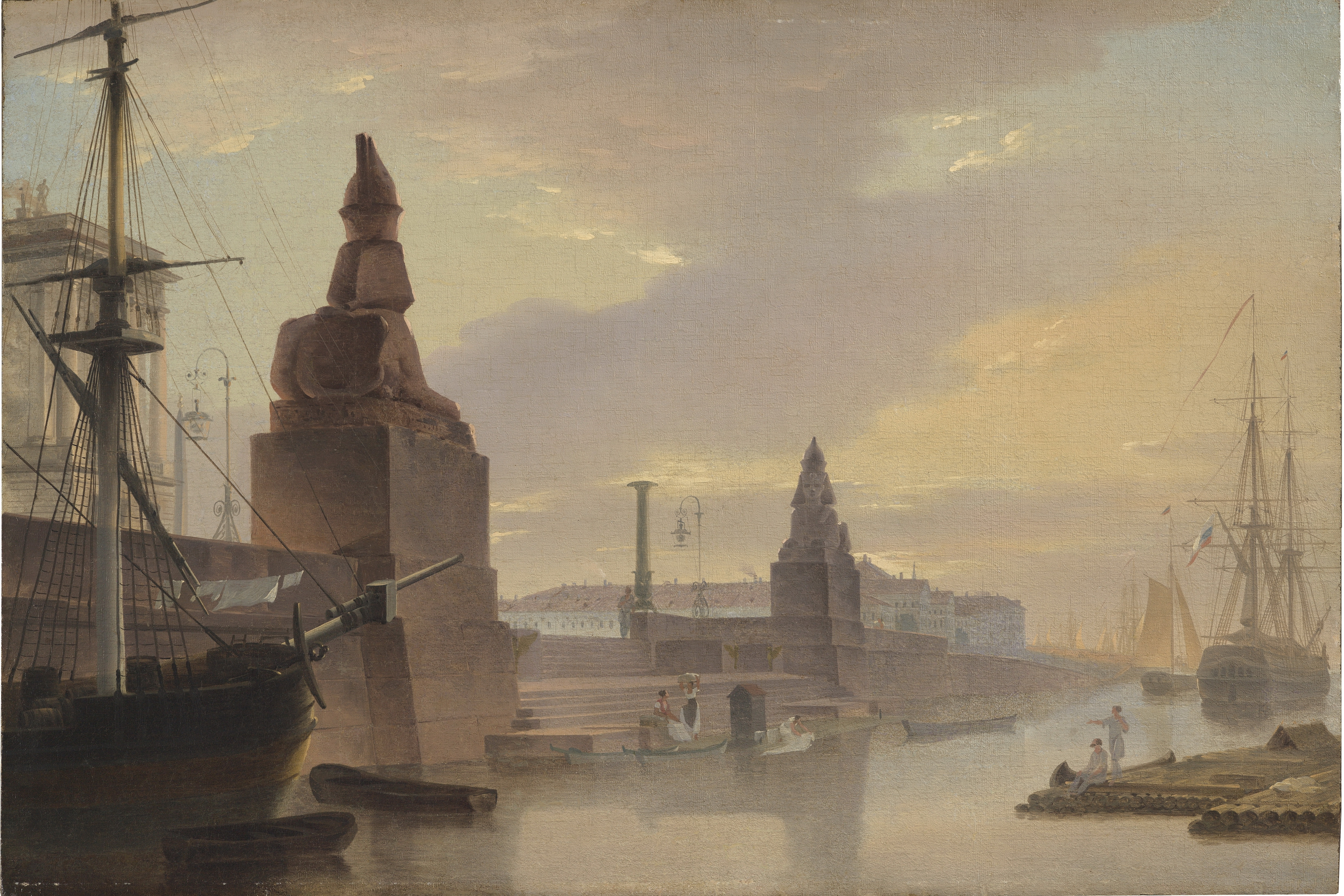
Les sphinx égyptiens sur le quai de l'Académie, Maxime Vorobiov (1835).

Aujourd'hui le bâtiment accueillant l'Académie est situé à Saint-Pétersbourg, sur les bords du fleuve Neva, face au palais d'Hiver. De l'origine à 1764, l'Académie était installée dans le palais du comte Chouvalov, rue Sadovaïa quand Catherine II la rebaptisa Académie impériale des beaux-arts. Grâce à une politique de location et d'achat systématique, l'Académie fit l'acquisition en quelques années d'un vaste terrain dans l'île Vassilievski à proximité du Corps des cadets et de l'Académie impériale de Russie, dans le quartier savant et administratif de Saint-Pétersbourg. Elle réussit à constituer un quartier entier qui prit son nom. Catherine la Grande confia au premier recteur et architecte, Alexandre Kokorinov, la direction des travaux.
En 1763, Vallin de La Mothe, en qualité de premier architecte de l'Académie fut chargé de la conception d'un bâtiment qui devait se marier parfaitement avec l'esprit de l'institution. Son cousin et maître, Jacques-François Blondel, avait déjà réalisé en 1757 un premier projet pour Moscou. Vallin de La Mothe développa un projet néo-classique qui s'inspirait des éléments de l'élévation ainsi que du décor intérieur du projet de son cousin. Néanmoins, il se distingua fortement de ce dernier en dessinant un plan rectangulaire de 140 × 125 mètres. Il y inclut une grande cour circulaire de cinquante mètres de diamètre, aujourd'hui lieu de prédilection pour les concerts, expositions ou autres événements culturels. Elle est bordée de cours secondaires. Le plan et le choix de la couverture, dont les toits sont plats et le dôme surbaissé, témoignent des influences architecturales italiennes de l'artiste, le distinguant ici fortement des travaux de Blondel.
Constantin Thon fut responsable de la décoration somptueuse des intérieurs. Il conçut aussi un quai devant l'édifice agrémenté de sphinx et de griffons vieux de trois mille ans et apportés probablement d'Égypte.
Il fallut environ vingt-neuf années, de 1765-1794, pour construire ce monument de style néo-classique dont le chantier était coordonné par une structure administrative intitulée l’« Expédition de construction ». Le chantier débuta en 1765, mais en 1768 et en 1776, des problèmes financiers entraînèrent une interruption des travaux. Il fut achevé en 1789, mais ce n'est qu'en 1794 que le bâtiment fut investi. Même si l'Académie impériale était étroitement rattachée à l'université de Moscou, elle obtint son autonomie précocement grâce au financement concédé directement par le Cabinet impérial (de 6 000 roubles en 1758 à 40 000 roubles par an après 1764).

## L'institution

### Contexte
Les réformes du premier empereur russe, Pierre le Grand, s'étaient développées dans tous les domaines, en particulier ceux concernant l'éducation et de la culture. Les premiers projets d'académie des beaux-arts naquirent sous son règne.
Mais jusque dans la première moitié du XIXe siècle, il n'existait pas de véritables écoles académiques en Russie. Seuls quelques ateliers privés, fonctionnant grâce au mécénat de la cour, et quelques institutions d'art assuraient un enseignement scolaire artistique.
Ainsi, c'est sous le règne d'Élisabeth Petrovna, c'est-à-dire le milieu du XVIIIe siècle, que l'on assiste à l'épanouissement de l'art occidental en Russie. Toute une catégorie de la société russe, notamment la noblesse, s'intéressa aux arts et aux lettres. Ils voyagèrent à l'étranger, commandèrent des œuvres d'art, entreprirent la réalisation de monuments. De plus, il convient d'indiquer l'intérêt que portait la société aristocratique russe à la culture française, en particulier au cours des années 1750-1760. L’Académie des beaux-arts fut fondée dans ce contexte.

### Le développement de l'institution
Les premiers étudiants étaient de niveaux différents et avaient entre treize et vingt ans. Ils étaient originaires de l’université de Moscou. Ils étaient aussi envoyés par la Cour ou bien ils pouvaient être recrutés parmi les enfants des environs de l'Académie. Les professeurs pour les principales classes artistiques étaient sélectionnés de façon homogène. Un grand nombre étaient proches des académies parisiennes et étaient passés par l'Académie de France à Rome. Même si l'Académie impériale était étroitement rattachée à l'université de Moscou, elle obtint son autonomie précocement grâce au financement concédé directement par le Cabinet impérial (de 6 000 roubles en 1758 à 40 000 roubles par an après 1764).
Ainsi, Catherine II en véritable fondatrice de l'Académie, octroya des privilèges et un règlement dès novembre 1764. Ces derniers octroyaient à l'institution une autonomie juridique et un certain nombre de libertés si bien que les artistes avaient une place de choix dans la société russe du XVIIIe siècle.
En mars 1763, le comte Chouvalov fut remplacé à la tête de l'Académie des beaux-arts par le général Betskoï. Répondant à la volonté de Catherine II, il fut chargé de réformer en profondeur l'enseignement secondaire. Il fut aussi en particulier à l'origine de la distribution des récompenses et des ordres décernés aux artistes.
Le système de recrutement s'élargit, dès 1764. L'Académie des beaux-arts créa une lycée destiné à recruter des élèves à partir de six ans afin de leur enseigner les méthodes inspirées de Locke et de Rousseau. Ivan Bestkoï chercha à développer une nouvelle élite dans la société russe afin de rompre avec l'image d'un pays culturellement archaïque. Ainsi, dès 1764, répondant à la volonté d'Ivan Betskoï de ne prendre que des Russes issus de milieux modestes, l'Académie procéda tous les trois ans au recrutement de soixante élèves âgés de cinq ou six ans (fils de simples soldats, d'artisans ou de petits fonctionnaires).
L'Académie accueillait environ trois cents élèves et une soixantaine d’employés et professeurs qui étaient logés sur place. Ils étaient vêtus d'un uniforme, les repas étaient pris en commun et la discipline était particulièrement stricte.
Les étudiants suivaient un cursus sur quinze années dans lequel ils recevaient des cours de dessin, d'anatomie, ils se formaient aux trois arts libéraux et ils suivaient un enseignement général axé essentiellement sur l'étude des langues étrangères. Cette éducation complète avait pour objectif de former une nouvelle catégorie d'hommes capables d'évoluer dans la haute sphère cosmopolite de la société russe. Il convient d'insister sur le fait qu'une des particularités de l'Académie était de donner la possibilité à ceux qui ne pouvaient entrer dans les classes artistiques, de recevoir l'enseignement d'un métier d'art assuré par des maîtres artisans salariés et logés par l'institution.
En dehors des cours, l'Académie encourageait les exercices artistiques en aménageant des espaces de récréation thématiques (théâtre, musique…) destinés à encourager les vocations.
Pour se faire connaître, l'Académie faisait appel à des membres d'honneur sélectionnés parmi l'aristocratie russe ou étrangère. De même, elle sollicitait les membres honoraires et les sociétaires libres dont la finalité était de créer des passerelles avec les artistes européens.
De célèbres artistes français s’y sont succédé. On trouve comme artiste français ayant enseigné, l’architecte Jean-Baptiste Vallin de La Mothe, le sculpteur Nicolas-François Gillet et le peintre Le Lorrain. Ont été membres de l’Académie les peintres François Boucher et Adolphe Yvon, les architectes Gabriel, Clérisseau et Montferrand, constructeur de la cathédrale Saint-Isaac de Saint-Pétersbourg. De même, l’Académie fit la promotion active des principes du néo-classicisme en envoyant les peintres russes les plus remarquables à l'étranger, pour apprendre l'art ancien et l'art de la Renaissance en Italie et en France, les premiers étant par exemple Anton Lossenko, Vassili Bajenov ou Piotr Sokolov.
L'Académie avait sa propre collection d'œuvres d'art. Les supports destinés aux études et aux copies pour les travaux d'art étaient considérables notamment une exceptionnelle collection de moulages d'antiques envoyés de Rome en 1758. On trouvait aussi des morceaux de réception, des dons de professeurs ou de grands prix d'étudiants, des dons de mécènes provenant de la famille impériale, d'Ivan Chouvalov ou d'Ivan Betskoï. L'Académie possédait une bibliothèque qui offrait, à la fin du siècle. plus de 1 500 volumes in-folio, 4 500 estampes et plus de 7 000 dessins et croquis d'architecture. Georg Friedrich Veldten, chantre du néoclassicisme, fut le directeur de l'Académie de 1789 à 1801.
Le système d'enseignement se transforma radicalement, dès la fin du XVIIIe siècle, par de nouvelles réformes. Sous l'impulsion du secrétaire d'Ivan Betskoï, Iakov Kniajnine, les partisans d'un enseignement patriotique russe s'imposèrent et mirent un terme à l'éducation à la française. L'enseignement des langues étrangères fut progressivement délaissé ; les professeurs étrangers furent remerciés et remplacés par les anciens pensionnaires russes revenus de Paris et de Rome.
Au milieu du XIXe siècle, l'Académisme des enseignants, très influencé par le style imposé par Ingres, fut contesté par une génération plus jeune d'artistes russes qui affirmèrent leur liberté de peindre des sujets réalistes. Ce mouvement, connu sous le nom d’Ambulants (peredvijniki), dirigé par Ivan Kramskoï, s'est publiquement détaché de l'Académie, le jour de la révolte des Quatorze le 9 novembre 1863, et commença à présenter des expositions itinérantes à travers les différentes villes de Russie. Néanmoins, Ilia Répine, Mikhaïl Vroubel et d'autres peintres, considéraient que l'Académie était indispensable pour l'enseignement des disciplines fondamentales artistiques.
Après la révolution russe de 1917, l'Académie traversa encore une série de transformations. Elle fut successivement rebaptisée « Académie russe des beaux-arts », en 1933, « Académie des beaux-arts d’Union soviétique », en 1947, et enfin « Académie russe des beaux-arts », en 1991.
Le siège de l'Académie russe des beaux-arts étant depuis 1947 à Moscou, le monument historique sur la Neva est actuellement une université à l'appellation à rallonge « Institut académique de peinture, de sculpture et d'architecture de Saint-Pétersbourg Ilia Répine », plus généralement connu sous le nom d’« Académie des beaux-arts de Saint-Pétersbourg ».

## Sources
- Basile Baudez, L’Académie impériale des beaux-arts de Saint-Pétersbourg (1757-1802), du Moujik à l'artiste, Thèse de l'École des chartes soutenue en 2000.